# I dom, i muzeum
I dom, i muzeum – instalacja polskiej artystki współczesnej Zofii Kulik składająca się z dwóch części: niewielkiego obelisku i serii fotografii. Praca miała zostać pokazana po raz pierwszy jako część wystawy monograficznej Od Syberii do Cyberii, odbywającej się w Muzeum Narodowym w Poznaniu (maj-czerwiec 1999 roku).

## Opis instalacji
Instalacja została przemyślana pod kątem wystawienia jej w hallu Muzeum Narodowego w Poznaniu. W jego centralnym punkcie artystka umieściła obelisk otoczony z dwóch stron tralkami (zdemontowanymi z jej własnego domu), mającymi nawiązywać do konstrukcji schodów w tym samym pomieszczeniu. Obelisk postawiła na podwyższeniu przykrytym draperią przypominającą sukienkę. Dolną część obelisku otoczyła fryzem ze współczesną reklamą prasową przedstawiającą grecką boginię ogniska domowego – Hestię. Natomiast wzdłuż ścian hallu artystka rozwiesiła czternaście fotografii przedstawiających zbliżenia męskich genitaliów antycznych rzeźb, zgromadzonych w petersburskim Ermitażu. Pod fotografiami znalazły się – także jako zdjęcia – oryginalne podpisy tych rzeźb (w trzech językach). Wszystkie fotografie były stop-klatkami filmu wideo, nakręconego w rosyjskim muzeum, Zofia Kulik nadała im wspólny tytuł Skarby z Ermitażu.

## Znaczenie
Kompozycja pracy nawiązuje do różnorakich opozycji: płciowej (mężczyzna – kobieta), przestrzennej (muzeum – przestrzeń publiczna versus dom – przestrzeń prywatna) czy narodowej (muzeum polskie i muzeum rosyjskie). Kształt obelisku przywołuje symbolikę fallocentryczną, kojarzoną z władzą i patriarchalnym porządkiem społecznym. Podkreśla to umieszczenie u podstawy obelisku wizerunku Hestii oraz rozmieszczenie wokół fotografii wyrzeźbionych męskich genitaliów. Tę hierarchię płci (płeć męska symbolizuje władzę, którą płeć żeńska podtrzymuje), obecną w historii ludzkości, odzwierciedlają właśnie kolekcje muzeów.

## Wystawa
Instalacja miała być częścią wystawy monograficznej Od Syberii do Cyberii, odbywającej się od maja do czerwca 1999 roku, jednak dyrektor Muzeum Narodowego w Poznaniu Konstanty Kalinowski nie zgodził się na umieszczenie jej w centralnie położonym hallu placówki. Argumentował, że w takim miejscu muzeum nie mogą znajdować się zdjęcia genitaliów. Dyrekcja oferowała artystce inne pomieszczenia, w których instalacja mogłaby się znajdować. Z kolei Kulik proponowała, aby męskie genitalia zasłonić doczepionymi listkami figowymi, jednak nie zgodzono się na to argumentując, że byłaby to cenzura.
W ostateczności pracę pokazano bez serii zdjęć; niedługo po otwarciu wystawy zdemontowano na prośbę artystki także sam obelisk. Wicedyrektor Andrzej Woziński tłumaczył na łamach prasy lokalnej, że na podjęcie decyzji miała także wpływ trwająca wówczas wizyta w Polsce papieża Jana Pawła II.